# Norbert Owona
Pour les articles homonymes, voir Owona.
Norbert Owona, né vers 1951, et mort le 3 février 2021, est un footballeur international camerounais des années 1970.

## Biographie
Il est international camerounais et participe avec l'équipe du Cameroun à la Coupe d'Afrique des nations 1972. Lors de cette compétition, il inscrit un but contre le Zaïre. Le Cameroun termine troisième du tournoi.
En club, il évolue en faveur de l'Union Douala.
En 2018, lors d'un documentaire télévisé, on apprend qu'Owona est SDF, et qu'il souffre d'une hernie inguinale. Cela émeut Samuel Eto'o qui lui offre 500 000 francs CFA pour ses besoins alimentaires, et lui promet également de lui donner une maison,. 

## Buts en sélection
| Buts de Norbert Owona en sélection | Buts de Norbert Owona en sélection | Buts de Norbert Owona en sélection | Buts de Norbert Owona en sélection | Buts de Norbert Owona en sélection | Buts de Norbert Owona en sélection         | Buts de Norbert Owona en sélection |
| ---------------------------------- | ---------------------------------- | ---------------------------------- | ---------------------------------- | ---------------------------------- | ------------------------------------------ | ---------------------------------- |
| -                                  | Date                               | Lieu                               | Adversaire                         | Résultat                           | Compétition                                |                                    |
| 1                                  | 7 décembre 1968                    | Lagos (Nigeria)                    | Nigeria                            | 1-1                                | Qualifications pour la Coupe du monde 1970 |                                    |
| 2                                  | 3 septembre 1969                   | Yaoundé                            | Zambie                             | 2-1                                | Qualifications pour la CAN 1970            |                                    |
| 3                                  | 4 mars 1972                        | Yaoundé                            | Zaïre                              | 5-2                                | CAN 1970 (match pour la troisième place)   |                                    |

## Palmarès
- Troisième de la Coupe d'Afrique des nations 1972 avec l'équipe du Cameroun.